# Joseph Hippolyte Guibert

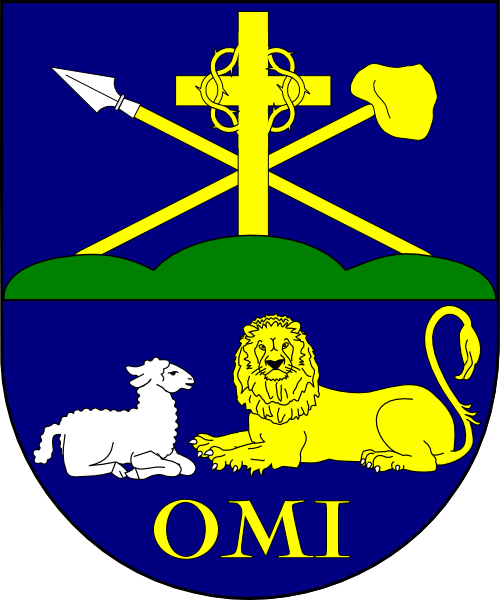
Znak kardinála Guiberta

Joseph Hippolyte kardinál Guibert (13. prosince 1802 Aix-en-Provence – 8. července 1886 Paříž) byl francouzský římskokatolický kněz, biskup ve Viviers (1842–1857), arcibiskup v Tours (1857–1871) a arcibiskup pařížský (1871–1886). V roce 1873 byl jmenován kardinálem.

## Životopis
Joseph Hippolyte Guibert byl vysvěcen na kněze 14. srpna 1825 u Misionářů oblátů Panny Marie Neposkvrněné. Dne 11. března 1842 byl jmenován biskupem ve Viviers a poté 4. února 1857 arcibiskupem v Tours. V roce 1871 byl povolán jako pařížský arcibiskup na místo Georgese Darboye, který byl popraven během Pařížské komuny. Papež Pius IX. jej dne 22. prosince 1873 jmenoval kardinálem s titulem kardinál-kněz u kostela San Giovanni a Porta Latina.
Po svém jmenování arcibiskupem se věnoval především výstavbě baziliky Sacré-Cœur, kde byl také podle svého přání pohřben, a nikoliv v katedrále Notre-Dame.